# Raúl González (friidrottare)
Raúl González, född den 29 februari 1952 i China, Mexiko, är en mexikansk friidrottare inom gång.
Han tog OS-guld i 50 kilometer gång och silver på 20 kilometer vid friidrottstävlingarna 1984 i Los Angeles. 